# Melancium
Melancium es un género con una especie, Melancium campestre Naud., de plantas con flores perteneciente a la familia Cucurbitaceae. 